# Алжирская коммунистическая партия
Алжирская коммунистическая партия (АКП) — коммунистическая партия в Алжире, действовавшая в 1920—1964.

## Создание АКП
Основана в 1920 в качестве секции Французской коммунистической партии. Выделилась в самостоятельную партию на учредительном съезде в октябре 1936, однако продолжала и в дальнейшем сотрудничать с ФКП. С самого начала своего существования выступала за проведения социальных реформ в Алжире, национальную независимость страны и улучшение положения алжирского народа.

## АКП в годы Второй мировой войны
После высадки в апреле 1942 в Алжире войск Антигитлеровской коалиции деятельность АКП была запрещена. Партия вышла из подполья только весной 1943. В июне 1943 стала выходить газета АКП «Либерте», за 1,5 года поднявшая свой тираж с 59715 до 121600 экземпляров. Значительную роль в укреплении АКП в годы Второй мировой войны сыграла помощь делегации ЦК ФКП в Северной Африке, созданной в декабре 1943 из членов руководства ФКП, освобожденных из концлагерей Алжира и оставшихся в этой стране в качестве представителей движения Сопротивления. Благодаря этой помощи АКП заняла лидирующую роль в коммунистическом движении Французской Северной Африки, сумела завоевать авторитет среди коренного населения.
В августе 1943 на конференции алжирских коммунистов была выработана программа, призывавшая весь народ принять активное участие в борьбе с фашизмом и «с высоко поднятой головой требовать осуществления своего права на свободную и счастливую жизнь». Также в программе присутствовали требования расширения политических прав коренного населения Алжира, широкой демократизации всех сторон общественной жизни страны. В сентябре АКП в специальном манифесте призвала всех, кто хотел освобождения страны, образовать «фронт свободы против проникновения германских фашистов в Алжир».

## АКП в борьбе за независимость
АКП принимала активное участие в антиколониальной борьбе алжирского народа. В 1955 АКП была запрещена французскими колониальными властями.
По решению АКП в 1955—1956 в ряде населённых пунктов Алжира были созданы вооруженные коммунистические отряды «Борцы за освобождение», вошедшие летом 1956 в состав Армии национального освобождения — военной организации Фронта национального освобождения (ФНО). Коммунисты Алжира рассматривали ФНО как общенациональную патриотическую организацию, способную привести страну к национальной независимости, и активно участвовали в её деятельности. В период заключения в марте 1962 франко-алжирских Эвианских соглашений АКП выразила поддержку Временному правительству Алжирской Республики.
Среди погибших за независимость Алжира коммунистов были члены ЦК АКП Вуали Талеб, Мухаммед Герруф, Лайд Ламрани, Тахар Гомри, а также математик Морис Оден и Фернан Ивтон — единственный европеец, казнённый колониальной администрацией.
В апреле 1962 была опубликована Программа АКП, в которой была отмечена необходимость ликвидации французских колониальных институтов и строительство в Алжире независимого демократического государства, проведения аграрной реформы и индустриализации Алжира, национализации основных национальных богатств страны.

## Коммунисты Алжира после 1964
В июне 1964 АКП заявила о своём самороспуске. Основываясь на том, что принятая в апреле 1964 программа ФНО имела антиимпериалистическую направленность и заявляла «о социалистическом выборе», руководство АКП рассматривало ФНО как базу для объединения патриотических и революционно-демократических сил страны, которое в перспективе может привести Алжир к социализму. Руководство партии рекомендовало членам АКП вступать в ряды ФНО в индивидуальном порядке, в результате чего в 1964—65 значительная часть алжирских коммунистов была принята в ФНО.
После событий 19 июня 1965, в результате которых председателем Революционного совета стал Х. Бумедьен, алжирские коммунисты объявили о создании Партии социалистического авангарда Алжира. В 1993 из её левого крыла выделилась Партия Алжира за демократию и социализм.

## Руководители АКП
- Амар Узеган (1944–1947)
- Бухали, Ларби — Первый секретарь ЦК (1947—1964)
- Башир Хадж Али